# Мано (язык)
Мано (мамия, маа) — язык народа Мано, один из языков манде (южная ветвь). Распространен в Либерии и Гвинеи в верховьях реки Кавалли (графство Нимба и провинция Нзерекоре). Зона распространения языка мано приблизительно совпадает с наиболее вероятной зоной обитания древнейшего мандеязычного населения. В словаре мано наиболее полно сохраняется лексика, реконструируемая для праманде. Число говорящих около 400 тысяч человек.